# André Sterling
Pour les articles homonymes, voir Sterling.
 (mai 2015).
Si vous disposez d'ouvrages ou d'articles de référence ou si vous connaissez des sites web de qualité traitant du thème abordé ici, merci de compléter l'article en donnant les références utiles à sa vérifiabilité et en les liant à la section « Notes et références ».
André Sterling, né le 30 mars 1924 à Bruxelles et décédé à Watermael-Boitsfort le 14 avril 2018, est un ingénieur belge.

## Biographie
Formé à l'Université libre de Bruxelles juste après la Seconde Guerre mondiale, André Sterling termine ses études d'ingénieur des constructions civiles en 1951. Il y est remarqué par son professeur Monsieur Willems, également directeur au ministère des Travaux publics, qui lui demande de réécrire les pages de son syllabus concernant les moyens de boucher les brèches dans les digues.
En 1952, André Sterling rejoint le ministère des Travaux publics. 
En le 1er février 1953, jeune ingénieur hydraulicien, il est mis à contribution à la demande de Monsieur Willems, un des directeurs du ministère des travaux publics, qui s'est rappelé son étudiant à l'Université libre de Bruxelles, pour coordonner les travaux de colmatage des digues à la suite de la terrible inondation causée par la mer du Nord en 1953 qui a causé la mort de centaines de personnes aux Pays-Bas et de dizaines de personnes en Belgique. Pour ce faire, André Sterling reçoit l'aide d'un bataillon de 1 500 hommes de l'armée belge dont il commande les travaux. En quelques jours, il parvient, en essayant simultanément plusieurs techniques de colmatage (couler un bateau dans la brèche - mauvaise solution -, déposer de nombreuses pierres de plus ou moins grosses sections par barges entières immédiatement devant la berge, déposer de très nombreux sacs de sable et colmater avec des fascines de brindilles ...) et en gardant les plus efficaces, à colmater les brèches dans le Rupel, et à permettre ensuite l'assèchement des polders. Ces travaux à succès ont lancé sous un jour favorable sa carrière.
André Sterling devient par la suite directeur du laboratoire de recherches hydrauliques de l'État belge à Borgerhout. Il y mène de nombreuses études concernant les voies navigables belges et étrangères, les inondations en Belgique et à Bruxelles, notamment le long de la Woluwe, et les ouvrages d'art associés tels que le plan incliné de Ronquières, le barrage d'Inga sur le fleuve Congo.
André Sterling a été professeur d'hydraulique à l'École polytechnique de l'université libre de Bruxelles, directeur du laboratoire national d'hydraulique puis inspecteur général du ministère des travaux publics.
André Sterling s'est intéressé entre autres aux crues, aux marées marines et terrestres et aux clepsydres.
Il est membre de la classe des sciences techniques de l'Académie royale des sciences d'outre-mer (ARSOM).
Les 175 des 257 travaux d'André Sterling dans le cadre du laboratoire de recherches hydrauliques de l'État belge à Borgerhout sont accessibles sur le site du laboratoire 
Les livres principaux d'André Sterling sont Canal Bruxelles à Charleroi et Histoire Canal Bruxelles à Charleroi.